# 7 juillet
Pour les articles homonymes, voir Sept-Juillet.
7 juin 7 août
Chronologies thématiques
- Croisades
- Ferroviaires
- Sports
- Disney
- Anarchisme
- Catholicisme

Abréviations / Voir aussi
- (° 1852) = né en 1852
- († 1885) = mort en 1885
- a.s. = calendrier julien
- n.s. = calendrier grégorien
- Calendrier
- Calendrier perpétuel
- Liste de calendriers
- Naissances du jour

Le 7 juillet est le 188e jour, moins souvent le 189e, de l'année du calendrier grégorien ; il en reste ensuite 177.
Son équivalent était généralement le 19 messidor du calendrier républicain ou révolutionnaire français, officiellement dénommé jour de la cerise.

## Événements

### XVesiècle
- 1438 : promulgation de la pragmatique Sanction de Bourges en France par Charles VII.
- 1456: réhabilitation de Jeanne d'Arc.

### XVIesiècle
- 1520 : décisive bataille d'Otumba lors de la conquête de l'Empire aztèque par les Espagnols.

### XVIIIesiècle
- 1708 : en Grande-Bretagne, le parti whig de John Somers remporte les Élections générales[1].
- 1792 : baiser Lamourette.
- 1794 : massacre de Fort-Dauphin, pendant la Révolution haïtienne.

### XIXesiècle
- 1807 : traité de Tilsit.
- 1815 : bataille de Guérande pendant la Chouannerie de 1815.
- 1875 : bataille de Treviño.
- 1898 : Hawaï devient territoire américain.

### XXesiècle
- 1904: loi du 7 juillet 1904, ou loi relative à la suppression de l'enseignement congréganiste, dite « loi Combes ».
- 1937 : début de la seconde guerre sino-japonaise.
- 1944 : déclaration des résistances européennes.
- 1948 : résolution no 53 du Conseil de sécurité des Nations unies, sur la Palestine.
- 1950 : résolution no 84, plainte pour agression contre la république de Corée.
- 1978 : indépendance des Îles Salomon (fête nationale infra).
- 1983 : Samantha Smith s'envole pour Moscou, comme ambassadrice de bonne volonté.

### XXIesiècle
- 2005 : Attentats de Londres du 7 juillet 2005.
- 2012 : Ivica Dačić devient président du gouvernement de Serbie.
- 2017 : adoption du traité sur l'interdiction des armes nucléaires.
- 2019 : à l'issue d'élections législatives en Grèce, le parti de droite Nouvelle Démocratie remporte une majorité absolue de sièges et Kyriákos Mitsotákis est chargé de former un gouvernement[2].
- 2021 : en Haïti, le président, Jovenel Moïse (photo), est assassiné dans sa résidence de Pétion-Ville[3].
- 2023 : aux Pays-Bas, la coalition gouvernementale s’effondre et le Premier ministre Mark Rutte annonce sa prochaine démission[4].
- 2024 : en France, second tour des élections législatives anticipées, à l'issue duquel le Nouveau Front populaire obtient une courte majorité relative à l'Assemblée nationale[5].

## Sciences et techniques
- 2014 : annonce de la découverte de restes fossilisés du plus grand oiseau volant connu ayant jamais existé et nommé Pelagornis sandersi.

## Économie et société
- 2005 : attentats à Londres.
- 2012 : une crue éclair en Russie y provoque la mort d’au moins 171 personnes dans la région de Krasnodar.
- 2016 : tuerie de 5 policiers dans une fusillade par des snipers à Dallas au Texas (États-Unis).
- 2017 : début d'un sommet du G20 qui se tient à Hambourg en Allemagne.
- 2023 : les dernières munitions chimiques des forces armées des États-Unis sont détruites au dépôt chimique de Pueblo[6]. Il s'agit des dernières déclarés à l'Organisation pour l'interdiction des armes chimiques[7].

## Naissances

### XVIesiècle
- 1528 : Anne d'Autriche, archiduchesse d'Autriche, fille de l'empereur germanique Ferdinand Ier puis épouse du duc de Bavière Albert V († 16 octobre 1590).
- 1585 : Thomas Howard, éminent courtisan anglais (†  4 octobre 1646).

### XVIIesiècle
- 1638 : François Barrême, mathématicien français, un des fondateurs de la comptabilité († 1703).

### XVIIIesiècle
- 1738 : César-Guillaume de La Luzerne, prélat français († 21 juin 1821).
- 1752 : Joseph Marie Jacquard, inventeur français († 7 août 1834).
- 1766 : Guillaume Philibert Duhesme, général de division français († 20 juin 1815).
- 1767 : Auguste-Jean-Baptiste Defauconpret, écrivain et traducteur français († 7 mars 1843).
- 1769 : Pierre Chapt de Rastignac, militaire et homme politique français († 21 octobre 1833).
- 1794 : Franciade Fleurus Duvivier, général de division français († 4 juillet 1848).

### XIXesiècle
- 1805 : Jérôme-Napoléon Bonaparte, fils de Jérôme Bonaparte, frère de Napoléon Ier, et d'Elizabeth Patterson († 17 juin 1870).
- 1816 : Johann Rudolf Wolf, astronome suisse († 6 décembre 1893).
- 1833 : Félicien Rops, peintre belge († 23 août 1898).
- 1839 : Arthur Regnault, architecte breton († 28 mars 1932).
- 1843 : Camillo Golgi, médecin italien, prix Nobel de physiologie ou médecine en 1906 († 21 janvier 1926).
- 1848 : Francisco de Paula Rodrigues Alves, avocat et homme politique brésilien († 16 janvier 1919).
- 1854 : Louis Marie Cordonnier, architecte français († 20 novembre 1940).
- 1860 : Gustav Mahler, compositeur autrichien († 18 mai 1911).
- 1863 : Marguerite Audoux, romancière française († 31 janvier 1937).
- 1861 : Nettie Stevens, généticienne américaine († 4 mai 1912).
- 1869 : Richard Pringiers, architecte belge († 4 septembre 1937).
- 1887 : 
  - Marc Chagall, peintre franco-russe († 28 mars 1985).
  - Charlotte Sohy, compositrice française († 19 décembre 1955).
- 1890 : Albertus Johannes Roux van Rhijn, homme politique et éditorialiste sud-africain († 30 décembre 1971).
- 1898 : Camille, Georges Ruff, résistant français († 9 juillet 1942).
- 1899 : George Cukor, réalisateur américain († 24 janvier 1983).

### XXesiècle
- 1901 :
  - Gustav Knuth, acteur allemand († 1er février 1987).
  - Vittorio De Sica, acteur et cinéaste italien († 13 novembre 1974).
- 1905 : Louis-Jean-Frédéric Guyot, prélat français († 1er août 1988).
- 1906 :
  - William Feller, mathématicien croate († 14 janvier 1970).
  - Anton Karas, compositeur autrichien († 10 janvier 1985).
  - Satchel Paige, joueur de baseball américain († 8 juin 1982).
- 1907 : Robert A. Heinlein, écrivain américain († 8 mai 1988).
- 1910 : Doris McCarthy, artiste peintre canadienne († 25 novembre 2010).
- 1911 : Gian Carlo Menotti, compositeur et librettiste américaine d’origine italienne († 1er février 2007).
- 1916 : Tiny Grimes, guitariste américain († 4 mars 1989).
- 1917 :
  - Tom Auburn, magicien canadien († 3 janvier 1990).
  - Rebeca Uribe Bone, première femme diplômée ingénieure en Colombie († 8 mai 2017).
- 1918 : Werner Peters, acteur de cinéma, de théâtre et de télévision allemand († 30 mars 1971).
- 1919 : Jon Pertwee, acteur anglais († 20 mai 1996).
- 1920 : Marcel Merkès, chanteur d'opérette français († 30 mars 2007).
- 1921 : Ezzard Charles, boxeur américain († 28 mai 1975).
- 1924 :
  - Mary Ford, chanteuse américaine († 30 septembre 1977).
  - Eddie Romero, producteur, réalisateur et scénariste philippin († 28 mai 2013).
- 1925 :
  - Zakaria Ben Mustapha, homme politique tunisien († 4 juin 2019).
  - Blanca París de Oddone, historienne uruguayenne († 23 juin 2008).
- 1926 : 
  - Nuon Chea (នួន ជា), homme politique cambodgien, premier ministre de septembre à octobre 1976 († 4 août 2019).
  - Parfait Jans, homme politique français († 24 août 2011).
- 1927 :
  - Germán Cobos (Germán Sánchez Hernández-Cobos), acteur espagnol andalou, l'un des soldats équipiers du "Taxi pour Tobrouk" († 12 janvier 2015).
  - Alan John Dixon, avocat et homme politique américain († 6 juillet 2014).
  - Doc Severinsen (Carl Hilding Severinsen dit), trompettiste et chef d’orchestre de jazz américain.
- 1928 :
  - Charles Dyer, dramaturge britannique († 23 janvier 2021).
  - Patricia Hitchcock, actrice anglaise et enfant unique connu (légitime) de Sir Alfred Hitchcock († 9 août 2021).
  - Ivan Neoumyvakine, médecin russe († 22 avril 2018).
- 1929 : 
  - Georges Fillioud, homme politique français († 15 septembre 2011).
  - Sergio Romano, écrivain, diplomate, historien et journaliste italien.
- 1930 : Theodore Edgar McCarrick, prélat américain († 3 avril 2025).
- 1931 : David Eddings, écrivain américain († 2 juin 2009).
- 1932 :
  - Joe Zawinul, pianiste autrichien († 11 septembre 2007).
  - Claude Lafleur, artiste plasticien canadien († 7 mai 2018).
- 1936 : 
  - Henri Gougaud, écrivain, poète, conteur, parolier et chanteur occitan et français.(† 6 mai 2024).
  - Jean Schalit, journaliste, homme de presse et écrivain français et breton († 13 octobre 2020).
  - Jo Siffert, coureur automobile suisse († 24 octobre 1971).
- 1937 : Konrad Wirnhier, tireur sportif allemand, champion olympique († 2 juin 2002).
- 1939 : François-Xavier Loizeau, évêque catholique français, évêque de Digne de 1998 à 2014.
- 1940 : Ringo Starr (Sir Richard Starkey dit), musicien britannique batteur du groupe The Beatles.
- 1941 :
  - John Fru Ndi, homme politique camerounais, fondateur du SDF.
  - Jim Rodford, musicien britannique, bassiste du groupe The Kinks († 20 janvier 2018).
- 1942 : Aymeri de Montesquiou, homme politique français.
- 1943 :
  - Toto Cutugno (Salvatore Cutugno dit), chanteur italien. († 22 août 2023).
  - Tommy Quickly, chanteur britannique.
- 1944 : Jürgen Grabowski, footballeur allemand.
- 1946 : Joe Spano, acteur américain.
- 1947 : 
  - Gyanendra Bir Bikram Shah Dev, ancien roi du Népal dont la date d'anniversaire était une fête nationale infra.
  - David Hodo, chanteur américain du groupe Village People.
- 1949 : Shelley Duvall, actrice américaine.
- 1950 : 
  - Chraz (Jacques Louis Chraszez dit), humoriste auvergnat d'origine slave.
  - Rosaura Ruiz Gutiérrez, biologiste mexicaine.
- 1953 : Richard Kolinka, musicien français, batteur du groupe Téléphone.
- 1954 : Anne Méaux, femme d'affaires française.
- 1958 : Djamel Sabri, chanteur algérien, interprète de chants berbères.
- 1959 : 
  - Billy Campbell, acteur américain.
  - Alessandro Nannini, pilote automobile italien
- 1960 : Vincent Peillon, homme politique français, ministre de l'Éducation nationale de 2012 à 2014 et député européen de 2014 à 2019.
- 1962 : Karel Logist, poète belge.
- 1963 :
  - Rakeysh Omprakash Mehra (राकेश ओमप्रकाश मेहरा), réalisateur et scénariste indien.
  - Vonda Shepard, chanteuse américaine.
- 1965 : Gérard Rué, coureur cycliste français.
- 1967 : Tom Kristensen, pilote automobile danois.
- 1968 :
  - Jorja Fox, actrice américaine.
  - Chuck Knoblauch, joueur de baseball américain.
  - Allen Payne, acteur américain.
- 1969 :
  - Joe Sakic, joueur de hockey sur glace canadien.
  - Nathalie Simard, chanteuse et animatrice québécoise.
- 1970 :
  - Christian Levrat, homme politique suisse, président du Parti socialiste suisse depuis 2008, conseiller national de 2003 à 2012 et conseiller aux États depuis 2012.
  - Erik Zabel, coureur cycliste allemand.
  - Guido Fulst, coureur cycliste allemand, double champion olympique.
- 1971 : Djief (Jean-François Bergeron dit), dessinateur de bandes dessinées québécois.
- 1972 :
  - Meriem Bidani, taekwondoïste marocaine.
  - Bénédicte Delmas, actrice, réalisatrice et scénariste française.
  - Yoon Kyung-shin (윤경신), handballeur sud-coréen.
  - Lisa Leslie, basketteuse américaine.
  - Manfred Stohl, pilote de rallyes automobiles autrichien.
  - Kirsten Vangsness, actrice américaine.
- 1973 : 
  - Aldebert (Guillaume Aldebert dit), chanteur français.
  - Clement Chukwu, athlète nigérian, champion olympique du 4 x 400 m.
- 1974 : Patrick Lalime, gardien de but de hockey sur glace québécois.
- 1975 : Adam Nelson, athlète américain spécialiste du lancer du poids, champion olympique.
- 1976 :
  - Bérénice Bejo, actrice française.
  - Hamish Linklater, acteur américain.
  - Martine Yabré, féministe burkinabé.
- 1977 : 
  - Anodajay (Steve Jolin dit), rappeur québécois.
  - Thomas de Pourquery, musicien, auteur-compositeur, acteur et chanteur français.
- 1978 :
  - Chris Andersen, basketteur américain.
  - Marino Franchitti, pilote de course automobile écossais.
- 1980 :
  - Michelle Kwan, patineuse artistique américaine.
  - Marie-France Monette, actrice québécoise.
- 1981 :
  - Paula Francisco Coelho, femme politique angolaise.
  - Mahendra Singh Dhoni (महेंद्र सिंह धोनी), joueur de cricket indien.
  - Synyster Gates, musicien américain, guitariste du groupe Avenged Sevenfold.
- 1982 :
  - Julien Doré, chanteur français.
  - Edinho, footballeur portugais.
- 1983 : 
  - Jakub Wawrzyniak, footballeur polonais.
  - Martin Wallström, acteur suédois.
- 1984 :
  - Alberto Aquilani, footballeur italien.
  - Eric Dawson, basketteur américain.
  - Virgile Lacombe, joueur de rugby à XV français.
  - Marie-Mai (Marie-Mai Bouchard dite), chanteuse canadienne.
- 1985 :
  - Brandon Rush, basketteur américain.
  - Simone Stortoni, cycliste sur route italien.
- 1986 : Maripier Morin, animatrice canadienne.
- 1987 : 
  - Alysha Clark, basketteuse israélo-américaine.
  - Gaël Faure, chanteur et auteur-compositeur français.
  - Mylène Mackay, actrice québécoise.
  - Alex Pereira, kick-boxeur brésilien.
- 1988 : Kaci Brown, chanteuse américaine.
- 1989 : Quentin Bernard, footballeur français.
- 1991 : 
  - Alesso (Alessandro Lindblad dit), disc-jockey et producteur de musique électronique suédois.
  - Cody Garbrandt, pratiquant d'arts martiaux mixtes (MMA) américain.
- 1992 : Toni Garrn, mannequin allemand.
- 1993 : Grâce Zaadi, handballeuse française.
- 1998 : Dylan Sprayberry, acteur américain.

### XXIesiècle
- 2008 : Sky Brown, skateboardeuse professionnelle britannique.

## Décès

### XIIIesiècle
- 1268 : Reniero Zen, 45e doge de Venise élu en 1253 jusqu'à sa mort (° à Venise à une date non connue).

### XIVesiècle
- 1304 : Benoît XI (Nicolas Boccasini dit), 192e pape (° 1240).
- 1307 : Édouard Ier, roi d'Angleterre de 1272 à 1307 (° 17 juin 1239).

### XVIesiècle
- 1572 : Sigismond II, roi de Pologne et grand-duc de Lituanie de 1548 à 1572 (° 1er août 1520).

### XVIIIesiècle
- 1794 : Aimar-Charles-Marie de Nicolaï, magistrat français, conseiller du roi en tous ses conseils, et premier président de la Chambre des comptes (° 14 août 1747).

### XIXesiècle
- 1886 :
  - Jacques Louis Battmann, organiste et compositeur français (° 25 août 1818).
  - Angelico Fabbri, homme politique italien (° 22 août 1822).
- 1890 : Henri Nestlé, pharmacien et industriel suisse d’origine allemande (° 10 août 1814).

### XXesiècle
- 1925 : Tito Pasqui, homme politique et agronome italien (° 1er août 1846).
- 1930 : Arthur Conan Doyle, romancier britannique (° 22 mai 1859).
- 1936 : Amalie Vanotti, peintre badoise (° 30 janvier 1853).
- 1944 : 
  - Georges Mandel, homme politique français assassiné (° 5 juin 1885).
  - Michel Temporal, médecin militaire français (° 13 janvier 1886).
- 1950 : Fats Navarro, trompettiste de jazz américain (° 24 septembre 1923).
- 1956 : Gottfried Benn, écrivain allemand (° 2 mai 1886).
- 1961 : Israël Shohat, homme politique israélien (° 30 janvier 1886).
- 1966 : William Piercy, financier britannique (° 7 février 1886).
- 1967 : Vivien Leigh, actrice britannique (° 5 novembre 1913).
- 1971 : Claude Gauvreau, poète et dramaturge québécois (° 19 août 1925).
- 1972 : Athénagoras Ier de Constantinople, patriarche de Constantinople (° 25 mars 1886).
- 1973 : Veronica Lake, actrice américaine (° 14 novembre 1922).
- 1985 : Pierre Garin (Pierre Petit dit), acteur et doubleur vocal français et picard, la célèbre voix française du capitaine Dobey de la série américaine "Starsky et Hutch" (° 8 août 1925).
- 1992 : Mika Etchebéhère, militante anarchiste puis marxiste libertaire, combattante du POUM pendant la révolution sociale espagnole de 1936, également active dans l'organisation féminine libertaire Mujeres Libres (° 2 février 1902).

### XXIesiècle
- 2001 :
  - Francesco Iacurto, peintre québécois (° 1er septembre 1908).
  - Fred Neil, auteur-compositeur et interprète américain (° 16 mars 1936).
- 2003 : Valentin Bibik, compositeur ukrainien (° 19 juillet 1940)
- 2006 : Syd Barrett, musicien britannique du groupe Pink Floyd (° 6 janvier 1946).
- 2007 : John Szarkowski, photographe américain (° 18 décembre 1925).
- 2009 : Mathieu Montcourt, joueur de tennis français (° 4 mars 1985).
- 2011 : Dick Williams, joueur et gérant de baseball américain (° 7 mai 1929).
- 2012 : Mouss Diouf (Pierre Moustapha Diouf dit), acteur français (° 28 octobre 1964).
- 2014 :
  - Edouard Chevardnadze (ედუარდ შევარდნაძე), homme d’État géorgien, président de la Géorgie de 1992 à 2003 et ministre des Affaires étrangères de l'URSS de 1985 à 1990 (° 25 janvier 1928).
  - Alfredo Di Stéfano, footballeur espagnol (° 4 juillet 1926).
- 2015 : Bako Dagnon, chanteuse malienne (° 1948 ou 1953).
- 2019 : Cameron Boyce, acteur, danseur, chanteur et mannequin américain (° 28 mai 1999).
- 2020 :
  - Dannes Coronel, footballeur international équatorien (° 24 mars 1971).
  - Gilbert Doucet, joueur de rugby à XV puis entraîneur français (° 25 mars 1956).
  - Elizabeth Harrower, romancière et nouvelliste australienne (° 8 février 1928).
  - Guillermo Fleming, footballeur international péruvien (° 9 avril 1934).
- 2021 : 
  - Robert Downey Sr., réalisateur, acteur, scénariste, producteur, directeur de la photographie et monteur américain (° 24 juin 1936).
  - Keshav Dutt, hockeyeur sur gazon indien (° 29 décembre 1925).
  - Józef Gałeczka, footballeur international polonais (° 28 février 1939).
  - Allan Hobson, neuropsychiatre américain (° 3 juin 1933).
  - Smaïn Ibrir, footballeur algérien (° 28 mars 1932).
  - Angélique Ionatos, chanteuse et musicienne grecque (° 22 juin 1954).
  - Ahmed Jibril, militaire et homme politique palestinien (° vers 1938).
  - Dilip Kumar, acteur indien (° 11 décembre 1922).
  - Pierre Laffitte, scientifique et homme politique français (° 1er janvier 1925).
  - Jovenel Moïse, président de la république d'Haïti de 2017 à son assassinat (° 26 juin 1968).
  - Elystan Morgan, homme politique britannique (° 7 décembre 1932).
  - Carlos Reutemann, pilote automobile argentin (° 12 avril 1942).
  - Sherwin Siy, avocat et activiste américain (° 29 juillet 1980).
  - Chick Vennera, acteur américain († 27 mars 1947).
- 2022 : 
  - Pedro Ferrándiz, entraîneur de basket-ball espagnol (° 20 novembre 1928).
  - Robert C. Harvey, auteur de bande dessinée, illustrateur et critique de bande dessinée américain (° 31 mai 1937).
  - Jacob Nena, homme d'État des États fédérés de Micronésie (° 10 octobre 1941).
  - Claude Pérard, footballeur français (° 15 février 1931).
  - José Ramírez Gamero, homme politique mexicain (° 13 juin 1938).
  - Rod Zaine, hockeyeur sur glace canadien (° 18 mai 1946).
- 2023 :
  - Simon Brown, avocat britannique (° 9 avril 1937).
  - Nikki McCray-Penson, basketteuse puis entraîneuse américaine (° 17 décembre 1971).
- 2024 : 
  - André-Pierre Arnal, peintre français (° 16 décembre 1939).
  - Haïm Brezis, mathématicien français (° 1er juin 1944).
  - Claude Ferragne, athlète de sauts en hauteur canadien (° 14 octobre 1952).
  - Jane McAlevey, syndicaliste américaine (° 12 octobre 1964).
  - Jim Rotondi, trompettiste de jazz américain (° 28 août 1962).
  - Bruno Zanin, acteur et écrivain italien (° 9 avril 1951).

## Célébrations

### Internationale
... sinon en Asie, début de la période dite de petite chaleur ou xiǎoshǔ (en chinois mandarin) jusqu'au 22 juillet, liée sans doute en partie aux deux fêtes chinoise et japonaise suivantes.

### Nationales
- Hong Kong, Taïwan, Chine, etc. : fête Chih Nu de la Voie lactée[8] ;
- Japon et religion shintoïste : fête Tanabata des étoiles.
- Maghreb pan-berbère (Union africaine) : laïnsara / feu de joie et fumigation des arbres fruitiers en ce 24 yunyu (cf. "Tradition" voire superstitions ci-après?).
- Népal : ancienne fête d'anniversaire de naissance en 1947 ci-avant du dernier roi du pays devenu une république vers 2008 (voir 20 septembre etc.).
- Pampelune (Navarre, Pays basque, Espagne, diasporas, Union européenne à zone euro) : second jour des fêtes du saint Firmin des 25 septembre (Hermann) sinon 11 octobre et point d'orgue[9] des fêtes éponymes lancées la veille 6 juillet.
- Îles Salomon : fête de l'indépendance[10].
- Tanzanie (Union africaine) : Saba Saba Day (en) / « fête du saba saba » ou "7 / 7" commémorant la fondation du parti politique Union nationale africaine du Tanganyika (TANU) en 1954.

### Saints des Églises chrétiennes

#### Saints des Églises catholiques et orthodoxes
Référencés ci-après in fine et orthodoxes :
- Æthelburh († vers 695) -ou « Aubierge », « Aubière », « Adalberge », « Edelburga », « Ethelberga », « Ethelburgh », « Edelburge »-, princesse anglo-saxonne, fille du roi Anna d'Est-Anglie et abbesse de Faremoutiers dans la Brie (voir aussi Sainte Audrey les 23 juin).
- Carissime (VIIe siècle), noble dame du Limousin exemplaire en mariage puis veuvage, qui fonda le monastère Saint-Martin de Rozeille près d'Aubusson dans la Marche de France au limes de l'Occitanie.
- Ercongote (VIIe siècle), Moniale à Faremoutiers.
- Hædde († 705) -ou « Hedde »-, évêque de Winchester dans le Wessex (Bretagne anglicisée d'outre-mer/-Manche par rapport à la Bretagne d'Armorique).
- Jean-Baptiste (Ier siècle) -ou « Jean le Baptiste » ou « Yohanan » le baptiseur et "précurseur"-, l'un des plus célèbres personnages du Nouveau Testament, prédicateur en Palestine au temps de son supposé cousin Jésus-Christ ; fêté par l'Église orthodoxe le 7 juillet du calendrier grégorien (nativité), le 11 septembre (martyre) ainsi que le 20 janvier (baptême du Christ), il est le seul saint fêté trois fois dans l'année dans la Slava (martyre)[13] (correspondant au récent 24 juin grégorien / catholique et à sa vigile le 23 juin dans la nuit).
- Kyriaque (IIIe siècle), Martyre.
- Maël Ruain de Tamlacht († 792), Abbé en Irlande.
- Medran et Odran (VIe siècle), moines.
- Panthène d'Alexandrie († v. 215), fondateur de l'école de théologie d'Alexandrie.
- They (IVe siècle), saint breton.
- Willibald († 787), évêque d'Eischstätt

#### Saints et bienheureux des Églises catholiques
référencés ci-après :
- Antonin Fantosati et Joseph Marie Gambaro († 1900), prêtres franciscains, martyrs en Chine dans la province du Hunan.
- Benoît XI (+ 1304), bienheureux, 192e pape.
- Charles Liviero († 1932) évêque de Città di Castello, fondateur des Petites Servantes du Sacré-Cœur, bienheureux.
- Davanzeto († 1295), bienheureux originaire de Toscane, prêtre du Tiers-Ordre de saint François.
- Iphigénie de Saint-Matthieu (+ 1794), Bienheureuse martyre de la révolution française à Orange.
- Jean-Joseph Juge de Saint-Martin (+ 1794), bienheureux prêtre et martyr de la Révolution française.
- Marc Ji Tianxiang († 1900), Martyr en Chine.
- María Romero Meneses († 1977), Bienheureuse religieuse nicaraguayenne.
- Marie Guo Lizhi († 1900), Martyre en Chine.
- Oddin Barotti († 1400), Bienheureux prévôt de la collégiale de Fossano.
- Odon d'Urgell († 1122), évêque à Urgell en Catalogne.
- Pierre To Rot († 1945), Bienheureux laïc, martyr en Mélanésie.
- Ralph Milner et Roger Dickenson, († 1591), laïc et prêtre anglais martyrs.

#### Saints orthodoxes?
Outre les saints œcuméniques voire pré-schismatiques ci-avant, aux dates parfois "juliennes" / orientales ... 

### Prénoms du jour
Bonne fête aux Raoul, et sa forme anglophone Ralph (en mémoire de Ralph Milner ci-avant), voir Raoul(t) etc. les 21 juin.
Et aussi aux Teï.

## Traditions et superstitions

### Dictons
- « À la Sainte-Aubierge, vole fil de la Vierge. »[14]
- « Quand, à Saint-Raoul, le soleil brille, c'est le moissonneur qui grille. »[15]

### Astrologie
Signe du zodiaque : 16e jour du signe astrologique du cancer.

## Toponymie
Les noms de plusieurs voies, places, sites ou édifices de pays ou régions francophones contiennent cette date sous diverses graphies : voir Sept-Juillet .